# 에스테르곰구

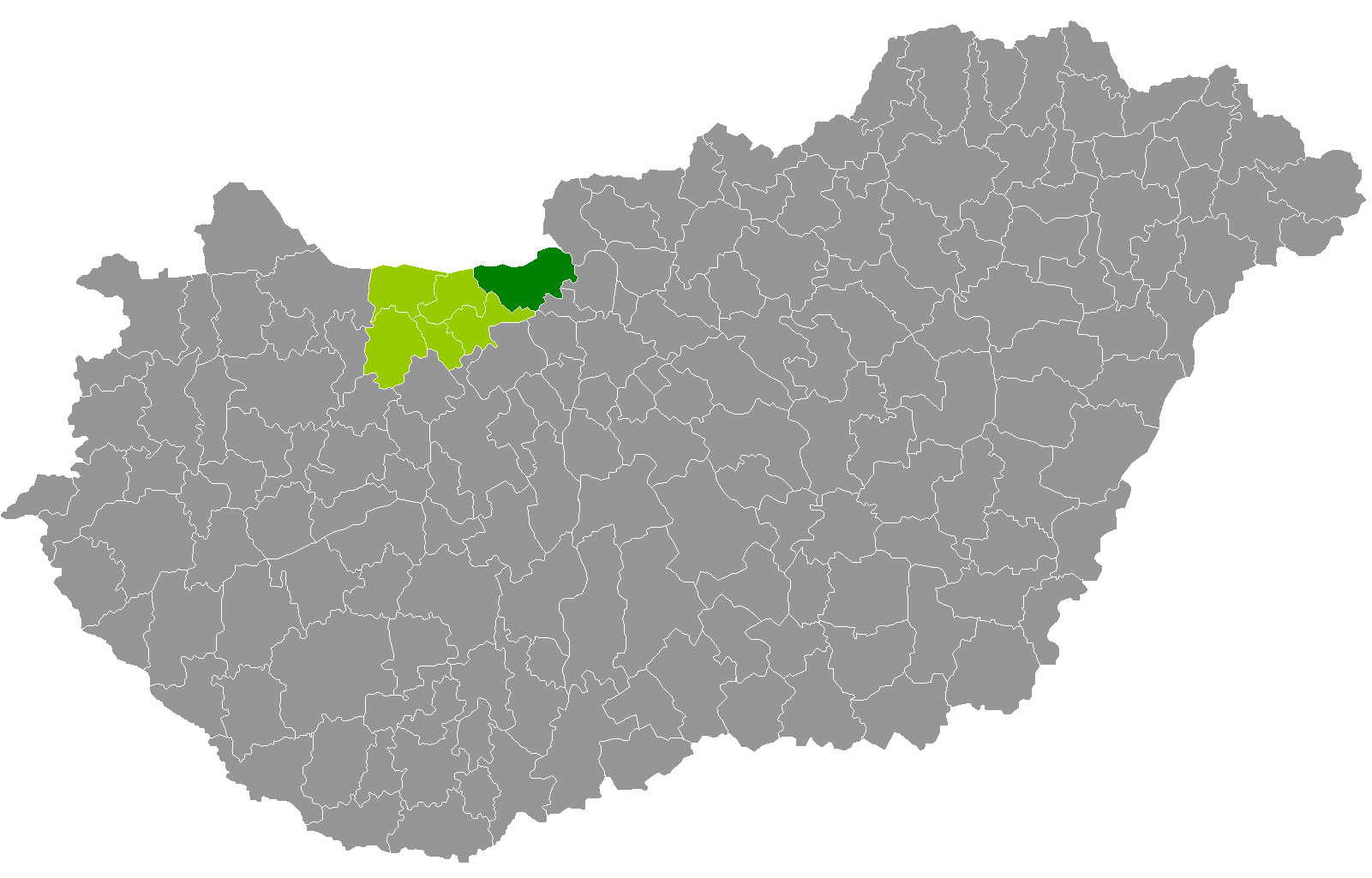
코마롬에스테르곰주 지도에 표시된 에스테르곰구의 위치

에스테르곰구(헝가리어: Esztergomi járás)는 헝가리 코마롬에스테르곰주에 위치한 구로 구청 소재지는 에스테르곰이며 면적은 537.26km2, 인구는 93,784명(2011년 기준), 인구 밀도는 175명/km2이다.
동쪽으로는 페슈트주 소브구, 센텐드레구, 남동쪽으로는 페슈트주 필리슈뵈뢰슈바르구, 남서쪽으로는 터터바녀구, 서쪽으로는 터터구와 접하며 북쪽으로는 슬로바키아와 국경을 접한다. 24개 지방 자치체(1개 도시주, 4개 시, 19개 마을)를 관할한다.

구기
구 문장